# Assyriska socialistpartiet
Assyriska socialistpartiet grundades 1917 av Freydun Atturaya. Det var det första politiska assyriska partiet.
Det grundades efter den ryska februarirevolutionen 1917 och återskapades 2002 i Irak.